# ليزا إيفرز
ليزا إيفرز (بالإنجليزية: Lisa Evers)‏ هي مقدمة برامج إذاعية وصحفية أمريكية، ولدت في 1963 في شيكاغو في الولايات المتحدة.

## وصلات خارجية
- ليزا إيفرز على موقع IMDb (الإنجليزية)
- ليزا إيفرز على موقع ميوزك برينز (الإنجليزية)